# 利奥·贝克兰
利奥·亨德里克·贝克兰 （1863年11月14日—1944年2月23日）是一名比利時化學家，其职业生涯基本在美国度过。他因在1893年發明Velox相紙和在1907年發明電木而最為知名。他被稱為「塑料工業之父」，因為他發明了電木，一種廉價的、不易燃的和多功能的塑料，這標誌著現代塑料工業的開始。